# トヨタ・オーパ
オーパ（Opa）は、トヨタ自動車が生産・販売していたハッチバック型の乗用車である。

## 概要
V50型ビスタ/ビスタアルデオをベースとした、極めてリアオーバーハングの短いハッチバックである。室内長2,025mmを確保し、コラムシフト化されウォークスルーも可能、リアシートにはシートスライドを持たせることによってより広々とした車内空間を体感することができる。また、前期モデルではシート色を前後席で別色とする試みも行なわれた。
なお、トヨタとしては初めてCVTを搭載したモデルでもある（後述）。　　
見た目はステーションワゴンに近いが、トヨタではハッチバックとしての扱いであったため、ユーザーには中途半端なイメージとして捉えられ、販売は不振で一代限りのモデルとなった。

## 型式 ZCT1#/ACT10型（2000年-2005年）
- 1999年10月20日 - 11月3日にかけて開催された（一般公開は10月23日から）の「第33回東京モーターショー」でコンセプトカーとして登場。
- 2000年
  - 5月24日 - 1ZZ-FEを搭載した1.8 L車を先行発売。
  - 8月 - 「D-4」を採用した1AZ-FSEと、トヨタ初の「CVT」（スーパーCVT）を組み合わせた2.0 L車を追加。
- 2001年
  - 1月10日 - 特別仕様車「ナビセレクション」が登場。ボディカラーに、「ペールローズメタリックオパール」と「ブルーマイカメタリック」を追加。
  - 8月2日 - シート素材の質感など一部装備を充実させ一部改良。2.0 L車で好評だった「i」Sパッケージを1.8 L車にも展開。
- 2002年6月10日 - マイナーチェンジ[4]。

それまで別色だった前後席のシートを同色に変更。センタークラスターなど内装のデザインを一新し、装備の質感も向上。ワンタッチパワーウインドウ、ブレーキアシストを全車標準装備。外装はグリル、ランプ類に新デザインを採用し、「i」Sパッケージにはディスチャージヘッドライト（マニュアルレベリング機能付）を標準装備。全車｢平成22年燃費基準｣を先行してクリアすると同時に、1.8L車は｢超－低排出ガス車｣を取得。
- 2005年
  - 7月[5] - 生産終了。総生産台数は78,869台だった。
  - 8月[6] - 生産済みの在庫の新車登録を完了・完売。累計新車登録台数は7万8883台[7]。

## 車名の由来
- ポルトガル語の「驚き」を表す感嘆詞「opa」から[2]。

## 販売チャネル
- トヨペット店（大阪地区では当時の大阪トヨタで取り扱い）